# Big Soul
 (mars 2017).
Si vous disposez d'ouvrages ou d'articles de référence ou si vous connaissez des sites web de qualité traitant du thème abordé ici, merci de compléter l'article en donnant les références utiles à sa vérifiabilité et en les liant à la section « Notes et références ».
Big Soul est un groupe californien de rock aux influences funk. Ses membres utilisent sur certains morceaux la technique du sampling, ce qui a pour effet de donner une couleur electro. Il a connu le succès en 1995 en Europe grâce à deux morceaux phares : Le Brio (Branchez la guitare) et Hippy Hippy Shake.
Leur nom provient d'une chanson de John Lee Hooker où ce dernier chante « What a big soul! ».

## Histoire
De 1989 à 1995, le groupe écume les petits clubs de Los Angeles et de San Francisco pour essayer de vivre de sa musique. Ne trouvant pas de maison de disques, il décide de créer son propre label ce qui lui permet de sortir un premier album avec les moyens du bord.
Au cours d'un concert du groupe sur Sunset Boulevard à Los Angeles, un Français achète son disque et l'emmène dans ses bagages. Cet album, simplement intitulé Big Soul, passe de mains en mains et se retrouve dans celles d'un DJ parisien (Jacques de la discothèque Le Niel’s) qui embrase la foule de son club, avec Hippy Hippy Shake. N'arrivant pas à joindre le groupe, il fait écouter l'album chez Sony qui ne met pas longtemps pour signer Big Soul. Le groupe fait une entrée fracassante en France, déchaînant un public qui saute partout[réf. souhaitée] en découvrant ce style particulier de rock californien. Big Soul se fait une place dans le rock international et sort un deuxième album, Love Crazy, en 1997.
En juin 2001, Big Soul revient après une longue absence, en participant à la bande originale du film français HS Hors Service. L'année suivante, ils sortent un nouvel album intitulé Funky Beats.

## Composition
- Guitare et chant : Kelleth Chinn[2]
- Basse et chant : Caroline Wampole
- Batterie : Deane Jenkins

## Discographie

### Singles et EP
- Le Brio (1995) - EP